# Église Saint-Pierre et Saint-Paul de Truchtersheim
L’église Saint-Pierre et Saint-Paul est une église paroissiale catholique située à Truchtersheim dans la circonscription administrative du Bas-Rhin, dans la Collectivité européenne d’Alsace.

## Histoire
D’après la légende locale, une première église antérieure au XIIe siècle se serait trouvée à l’emplacement de la mairie, mais aucune trace de cet édifice hypothétique n’a été retrouvée. Le clocher roman, désormais disparu, indique qu’une église est construite à cet emplacement à cette époque. La forme de ce bâtiment est toutefois presque entièrement inconnue. La nef et le chœur sont reconstruits en 1749 et la tour probablement surélevée d’un étage au même moment. Le clocher se trouve alors à l’extrémité ouest de l’édifice, tandis que le chœur occupe l’emplacement de la chapelle de la semaine, une nef quadrangulaire s’étendant entre les deux.
Les curés se plaignent du manque de place dans l’église dès le milieu du XIXe siècle, mais ce n’est qu’en 1923 qu’il est décidé de procéder à son agrandissement. Le plan de l’architecte Keck de Strasbourg est approuvé le 20 décembre 1924 et les travaux débutent en janvier 1925. Les travaux traînent toutefois en longueur et l’église n’est achevée qu’à la fin de l’été 1926, la consécration ayant lieu le 29 septembre 1926.
Avant même la fin des travaux, il apparaît cependant que des malfaçons ont été commises et des tirants doivent être installés pour retenir les murs de la nef qui s’écartent. L’état de l’église se dégrade par ailleurs rapidement et dès le début des années 1960 il est nécessaire d’envisager sa reconstruction. Les travaux débutent en 1962 sur les plans des architectes Guri et Muller de Strasbourg. La nouvelle église est consacrée le 1er mai 1965.